# Antonio Marasco (pittore)
Antonio Marasco (Nicastro, 11 maggio 1896 – Firenze, 8 aprile 1975) è stato un pittore, scultore e scrittore italiano, appartenente alla corrente artistica del futurismo.

## Biografia
Nel 1906 Marasco si trasferisce a Firenze e aderisce al Futurismo nello stesso periodo in cui lo fanno Rosai, Sironi, Prampolini, Depero e Dottori (fine 1913, inizi 1914). Sono chiamati «Futuristi di Transito», in segno di distinzione dai primi firmatari del Manifesto del '10 e per significare una certa indipendenza dall'organizzazione del Movimento.
Nel gennaio 1914 si reca in Germania, dove a Monaco conosce Kandinskij e Marc, e a Berlino incontra Filippo Tommaso Marinetti, da lui già conosciuto nel 1911 a Milano.
Marinetti lo invita a seguirlo nel viaggio che sta per compiere in Russia per un ciclo di conferenze a Mosca e Pietroburgo, durante il quale conosce Majakowskij, Malevic, Tatlin, Puni, Esenin e gli esponenti dell'avanguardia russa (gennaio-febbraio 1914). Rientrato in Italia partecipa alla Prima Mostra Internazionale Futurista alla Galleria «Sprovieri» di Roma (aprile-maggio 1914); a giugno dello stesso anno incontra Umberto Boccioni, di passaggio a Firenze, che esercita su di lui un forte influsso, al punto che tutta la sua pittura di quegli anni ne resta influenzata. Boccioni lo definisce «compagno di miracoli».
Con Boccioni Marasco partecipa nel '15 alla Mostra Futurista della Panama-Pacific Exposition di S. Francisco in California. Assieme a Prampolini e Evola collabora con il Movimento Dadaista svizzero.
Intanto, allo scoppio della guerra, Marasco si arruola volontario nel corpo del Genio Zappatori. Parte alla volta del Monte Grappa a perforare gallerie; durante una di queste operazioni, il 26 ottobre 1918, a Colle dell'Orso, viene ferito da esalazioni di yprite. Sempre nel 1918 aderì ai Fasci politici futuristi, espressione del partito politico futurista, che confluirono, l'anno seguente, nei mussoliniani Fasci di combattimento.
Ancora convalescente ripiglia a frequentare i futuristi, che dopo la chiusura di «Lacerba» si ritrovano attorno a «L'Italia Futurista» (1916); organizza due sue personali a Firenze, soggiorna a Roma, dove frequenta Balla e Bragaglia (novembre 1918) e partecipa alla Esposizione Nazionale Futurista di Milano e a quella Internazionale al Winter Club di Torino, di cui cura, tra l'altro, il testo di presentazione in catalogo.
Nel 1919 affronta gli esami di diploma all'Accademia di Belle Arti, dove aveva seguito i corsi di Galileo Chini. Ma alla prova d'esame, durante la quale esegue anche il lavoro di una collega che supera per giunta l'esame, Marasco è bocciato. Egli si reca in una mostra di allievi dì Chini e, un po' per avversione verso i «passatisti» e un po' per vendicarsi dell'affronto subito all'Accademia, con la sciabola di un amico ufficiale sfascia tutti i quadri.
Viene radiato da tutte le Accademie d’Italia. Lo stesso Marinetti ne esalta lo spirito ardimentoso di «brillante sfasciatore di esposizioni passatiste».
Partecipa alle mostre del Movimento ma anche ai viaggi e all'opera propagandistica in tutta Europa: Svizzera, Paesi Baltici e soprattutto Germania, dove Marasco si reca per la seconda volta e dove fra il 1919 e il '20 collabora unitamente a Prampolini al «November Gruppe» di Berlino, il sodalizio di artisti tedeschi, fra i quali Dix, Grosz, Kandinskij, Klee, Mies Van der Rohe, Moholy-Nagy e Richter, riuniti attorno al comune obiettivo di collegare arte e azione politica; nel '21 allestisce sempre a Berlino la sua mostra personale presso la Galleria di Ruggero Vasari. A Berlino dove ha anche occasione di frequentare assiduamente lo scrittore-editore Herwarth Walden. Si lega anche sentimentalmente a Elionor Janson, con la quale mantiene negli anni successivi una, fitta corrispondenza dagli Stati Uniti, dove lei si è nel frattempo trasferita.
La Grande Esposizione Futurista Internazionale di Berlino nel 1922 celebra la consacrazione del Movimento fondato da Marinetti. Sempre nel '22 espone a Dusseldorf nella Erste Internationale Kunstausstellung alla Haus Leonard Tietz, assieme a Boccioni, Depero, Pannaggi e Prampolini.
Comincia anche il suo interesse per il teatro e si dedica alla scenografia, realizzando alcuni allestimenti scenopolastici per la Compagnia Stabile Sarda di Berti e Bragaglia, in piena adesione ai principi del Teatro della Sorpresa.
Marasco è sempre più presente nelle più importanti mostre dei futuristi: a Torino nel '25, alla Biennale di Venezia del '26, del '28, del '30 e del '32, a Milano nel '27 e nel '29, a Parigi nel '30 e alla Quadriennale di Roma nel '31. Ma il riconoscimento più importante per lui è la mostra alla galleria «Botto» di Firenze (1931), quando Marinetti, nel presentarlo in catalogo e durante la conferenza, lo saluta come «uno dei maggiori artisti del futurismo».
Nell'ambito del Secondo Futurismo aderisce al Manifesto dell'Aeropittura (Roma, 1929).
Nel 1932 si manifestano alcuni contrasti fra Marinetti e Marasco, basati proprio su questioni organizzative del Movimento. Verso la fine dell'anno viene fondato da Marasco il Blocco Futurista Indipendente e il 1 gennaio 1933 vengono costituiti i Gruppi Futuristi di Iniziative, con il lancio del manifesto del Futurismo Indipendente.
Marinetti in persona scende in campo a precisare che «i Gruppi futuristi indipendenti guidati da Marasco sono ideologicamente in perfetto accordo con il Movimento Futurista Italiano», anche se «è impossibile però usufruire contemporaneamente delle due organizzazioni». Il dissenso trova una sua espressione nella pubblicazione del numero unico «Supremazia Futurista» (15 giugno 1933) e Marasco tenta una esportazione del Blocco Indipendente a Napoli e a Milano con «Nuovo Futurismo» di Lino Cappuccio (1934).
Pubblica sempre nel 1934 sul quindicinale Il Romanzo della Domenica l’opera teatrale di tre atti «Panorami allo Zenit».
Il ritorno di Marasco nel Futurismo Ufficiale è inevitabile e i rapporti con Marinetti sembrano ritornare quelli di una volta se il fondatore del Futurismo nel 1943, dal fronte russo sul Don, può scrivergli ricordandolo come «potente e originale aeropittore futurista». Dopo l'8 settembre 1943 il Marasco aderì alla Repubblica sociale italiana e combatté come ufficiale di milizia. Alla caduta della Repubblica sociale si consegnò a un comando partigiano e, scampato alla fucilazione, fu comunque processato e condannato per collaborazionismo.
Nel Dopoguerra Marasco rivisita la poetica futurista in termini di dinamismo meccanico degli anni Venti e successivamente in chiave astratto-geometrica con chiari connotati concretisti. Ma non rinnega gli antichi ideali e resta un isolato, ad eccezione dell'adesione nel 1969 alla dichiarazione-manifesto di «Futurismo Oggi», lanciata da Enzo Benedetto, che rivendica l'attualità del Futurismo.
Dopo aver vissuto dal 1949 a Roma, nel 1972, Marasco si ritira a Firenze dove muore l’8 aprile 1975.
Il cantautore fiorentino Riccardo Marasco era il nipote di Antonio Marasco.

## Opere
- Espansione di forze plastiche di un villaggio, seconda metà anni Dieci
- Paesaggio toscano, fine anni Dieci
- Gli Incantesimi di Callicrate, 1929
- Atmosfera dell'anno VIII, 1929
- Gli intonarumori, 1929
- Logaritmi al grattacielo, 1929
- Rivelazioni costruttive (Donna seduta), 1929
- Vele-vento, 1929
- Paesaggio della Sila Grande, 1930
- Il vento - Paesaggio, 1931
- Simultaneità d'aeroplano e di montagna, 1933-34
- Aeroplani, 1936
- Ritratto di Ruggero Vasari, 1955
- La caduta di Umberto Boccioni, 1957
- San Pietro, 1959
- Orientamento verticale, 1962 c
- Siamo a Berna, 1962
- Marinetti alla Taverna del Cane Randagio, 1964
- Assurdo matematico, 1969
- Piani ortogonali, 1971

### Documentari
- Marasco Futurista Dissidente, documentario a cura di Annarosa Macrì e Tonino Sicoli, RAI, 1986